# キャスリーン・キンモント
キャスリーン・キンモント（Kathleen Kinmont、1965年2月3日 - ）は、アメリカ合衆国の女優。

## 出演作品
- ＷＡＲ／運命の戦場
- エスケープ
- アレクサ・リターンズ／Ｃ.Ｉ.Ａ.２
- ハード・ポイント／死の血統
- バトル・ブレード／殺人ラインナップ
- ファイナル・ラウンド
- レネゲイド／反逆のヒーロー
- ボディ・マニア／裸体監禁
- 殺人捜査網／地獄のアレクサ
- ファイナル・インパクト
- ナイト・ウォリアー
- 死霊のしたたり2
- ブレード・ウォリアーズ
- ハロウィン4 ブギーマン復活（ケリー・ミーカー）
- マッド・フェニックス（フェニックス）
- バージンバケーション/ボクのナンパマニュアル教えます　Fraternity Vacation (1985)